# Mimohecyra hiekei
Mimohecyra hiekei är en skalbaggsart som beskrevs av Stefan von Breuning 1966. Mimohecyra hiekei ingår i släktet Mimohecyra och familjen långhorningar. Inga underarter finns listade i Catalogue of Life.